# País d'Albi
El País d'Albi o Albigès és un Parçan o comarca d'Occitània situat a la regió del Llenguadoc. En realitat, el País de Albi ocupa només una part de l'Albigés, que és una regió més extensa.
La seva vila principal és Albi.
El gentilici és albigès -esa.
Segons la proposta de divisió territorial d'Occitània del diari Jornalet, basada en l'obra de Frederic Zégierman Le Guide des pays de France, el País d'Albi estaria ubicat a la regió del Llenguadoc, subregió de l'Albigès.
Oficialment, els municipis del País d'Albi i de tot l'Albigès estan ubicats en el departament francès del Tarn.